# Brunfelsia australis
Brunfelsia australis là loài thực vật có hoa trong họ Cà. Loài này được Benth. mô tả khoa học đầu tiên năm 1846.